# Cocada amarela
La cocada amarela est un dessert traditionnel angolais à base d'œufs et de noix de coco. Sa couleur jaune caractéristique est due à la grande quantité d'œufs utilisés. Son nom, cocada amarela, signifie littéralement "cocada jaune". En raison de l'histoire coloniale de l'Angola, la cocada amarela a été fortement influencée par les pâtisseries portugaises, connues pour leurs grandes quantités de jaune d'œuf dans les recettes traditionnelles. Ses ingrédients principaux comprennent de la noix de coco râpée, des œufs, de l'eau, du sucre et du sel. Ce dessert peut être accompagné d'agrumes et de fruits acidulés.